# Decatopseustis
Decatopseustis är ett släkte av fjärilar. Decatopseustis ingår i familjen stävmalar.
Kladogram enligt Catalogue of Life:
| Decatopseustis | \| \| Decatopseustis cataphanes \| \| \| \| \| \| Decatopseustis xanthastis \| \| \| \| |
|                | \| \| Decatopseustis cataphanes \| \| \| \| \| \| Decatopseustis xanthastis \| \| \| \| |
|                | Decatopseustis cataphanes                                                               |
|                |                                                                                         |
|                | Decatopseustis xanthastis                                                               |
|                |                                                                                         |